# Репонд, Кимми
Кимми Репонд (нем. Kimmy Repond; род. 18 октября 2006, Базель, Швейцария) — швейцарская фигуристка, выступающая в одиночном катании. Бронзовый призёр чемпионата Европы (2023), серебряный призёр турниров серии «Челленджер» Budapest Trophy (2022, 2024) и Nebelhorn Trophy (2023), двукратная чемпионка Швейцарии (2024, 2025), серебряный призёр чемпионата Швейцарии (2023).
По состоянию на 29 марта 2025 года занимает 12-е место в рейтинге Международного союза конькобежцев.

## Биография
Кимми Репонд родилась 18 октября 2006 года в Базеле. Её отец Рене — консультант по управлению, а мать Клаудия — юрист. У неё есть три сестры — Сидони, Жероми и Калин, все они тоже занимаются фигурным катанием. Помимо фигурного катания, Кимми работает моделью для различных швейцарских брендов.

## Карьера
Кимми Репонд дебютировала в юниорской серии Гран-при, где на этапе в Словакии она заняла 8 место. В конце января 2022 года завоевала свой второй титул чемпионки Швейцарии среди юниоров.
В апреле 2022 года выступила на чемпионате мира среди юниоров, после короткой программы занимала 8 место с 60,82 баллами, в произвольной программе заняла 7 место с 116,28 баллов, в итоге заняла 7 место с суммой баллов 177,10.
В сентябре 2022 года выступила на юниорском этапе Гран-при в Латвии, где заняла 6 место. В конце сентября 2022 года выступила на юниорском этапе Гран-при в Польше, где заняла 4 место.
В октябре приняла участие на турнире серии «Челленджер» Budapest Trophy 2022, где завоевала серебряную медаль. В ноябре приняла участие в турнире серии «Челленджер» Ice Challenge 2022, где завоевала бронзовую медаль. На чемпионате Европы 2023, чисто исполнила обе программы и завоевала бронзовую медаль с суммой баллов 192,51.
Кимми участвовала в юниорском чемпионате мира 2023 года в Калгари, где заняла седьмое место, набрав 180,32 балла . 22-26 марта Репонд приняла участие  в чемпионате мира  2023 в Сайтаме, Япония.  Фигуристка заняла итоговое восьмое место с суммой баллов 194,09.

## Программы
| Сезон     | Короткая программа                                                                                      | Произвольная программа                                                                             | Показательные номера |
| --------- | --- | -------------------------------------------------------------------------------------------------- | --- |
| 2024—2025 | - «Mother Nature» Ханс Циммер, Raye хореография: Дэвид Уилсон                                           | - «Гладиатор» Ханс Циммер, Лиза Джеррард хореография: Дэвид Уилсон                                 | |
| 2023—2024 | - «Voilà» Барбара Прави хореография: Дэвид Уилсон                                                       | - «Freya» Кристиан Рейндл, Люси Паради - «Dawn of Faith» Eternal Eclipse хореография: Дэвид Уилсон | - «Звёздные войны»: - «Super Extra Deluxe Credits Suite» Джон Пауэлл, Джон Уильямс - «Good Thing You Were Listening» Джон Пауэлл - «Duel of the Fates (Epic Version)» Самуэль Ким хореография: Иван Ригини |
| 2022—2023 | - «Love is a Bitch» - «Go F**k Yourself» Two feet аранжировка Hugo Chouinard хореография: Давид Винцоур | - «Exogenesis: Symphony» Part 3: Redemption Muse хореография: Давид Винцоур                        | - «Уэнздей»: - «Paint it Black» The Rolling Stones - «Goo Goo Muck» The Cramps - «Joke's on You» (из фильма «Хищные птицы: Потрясающая история Харли Квинн») хореография: Шарлотта Лоуренс                 |
| 2021—2022 | - «Run» Людовико Эйнауди хореография: Давид Винцоур                                                     | - «Exogenesis: Symphony» Part 3: Redemption Muse хореография: Давид Винцоур                        | - «Ocean Eyes» Билли Айлиш |

## Спортивные достижения
| Соревнования                         | 17/18         | 18/19         | 19/20         | 20/21         | 21/22         | 22/23         | 23/24         | 24/25         |
| Международные                        | Международные | Международные | Международные | Международные | Международные | Международные | Международные | Международные |
| ------------------------------------ | ------------- | ------------- | ------------- | ------------- | ------------- | ------------- | ------------- | ------------- |
| Чемпионат мира                       |               |               |               |               |               | 8             | 5             | 12            |
| Чемпионат Европы                     |               |               |               |               |               | 3             | 7             | 4             |
| Этапы Гран-при. Cup of China         |               |               |               |               |               |               |               | 6             |
| Этапы Гран-при. Skate Canada         |               |               |               |               |               |               |               | 4             |
| Этапы Гран-при. Grand Prix de France |               |               |               |               |               |               | 10            |               |
| Челленджер. Budapest Trophy          |               |               |               |               |               | 2             |               | 2             |
| Челленджер. Nebelhorn Trophy         |               |               |               |               |               |               | 2             | 6             |
| Челленджер. Ice Challenge            |               |               |               |               |               | 3             |               |               |
| Международные среди юниоров          |               |               |               |               |               |               |               |               |
| Чемпионат мира среди юниоров         |               |               |               |               | 7             | 7             |               |               |
| Этапы юниорского Гран-при. Латвия    |               |               |               |               |               | 6             |               |               |
| Этапы юниорского Гран-при. Польша    |               |               |               |               |               | 4             |               |               |
| Этапы юниорского Гран-при. Словакия  |               |               |               |               | 8             |               |               |               |
| NRW Trophy                           |               |               |               | 1             | 1             |               |               |               |
| Santa Claus Cup                      |               |               |               |               | 2             |               |               |               |
| Sofia Trophy                         |               |               |               | 2             |               |               |               |               |
| Международный кубок Ниццы            |               |               |               |               | 1             |               |               |               |
| Международные среди новичков         |               |               |               |               |               |               |               |               |
| Bavarian Open                        |               | 1             |               |               |               |               |               |               |
| Denkova-Staviski Cup                 | 1             |               |               |               |               |               |               |               |
| Egna Spring Trophy                   | 1             | 1             |               |               |               |               |               |               |
| Golden Bear                          |               | 2             |               |               |               |               |               |               |
| Halloween Cup                        |               |               | 1             |               |               |               |               |               |
| NRW Trophy                           |               |               | 1             |               |               |               |               |               |
| Rooster Cup                          | 4             |               |               |               |               |               |               |               |
| Santa Claus Cup                      |               | 1             |               |               |               |               |               |               |
| Национальные                         |               |               |               |               |               |               |               |               |
| Чемпионат Швейцарии                  | 1 N           | 1 N           | 1 J           | С             | 1 J           | 2             | 1             | 1             |